# Стешин Дмитро Анатолійович
Дмитро Анатолійович Стешин (нар. 12 вересня 1972) — російський пропагандист, журналіст, редактор, кореспондент «Комсомольської правди», спеціальний кореспондент відділу політики, який відповідає за висвітлення військових конфліктів, природних стихій та інших катаклізмів. Працював у Єгипті, Тунісі, Лівії, Сирії, Південній Осетії та на Північному Кавказі. З 2014 року займався пропагандистським висвітлюванням війни на сході України, а з початку відкритої збройної агресії у лютому 2022 р. постійно випускає пропагандистські репортажі з окупованих територій. Є одним з провідних діячів антиукраїнської дезінформаційної кампанії в російських ЗМІ.

## Біографія
Народився 12 вересня 1972 року в Ленінграді. Закінчив Північно-Західну академію державної служби.
Починав кар'єру в газеті «Пять углов», рубрика «Екстремальне». Потім працював редактором журналу «Калейдоскоп», в якому публікувався з 1994 року. Розпочав роботу у «Комсомольській правді» з травня 2000 року. У 2001—2003 роках був шеф-редактором газети «„Комсомольська правда“ в Петербурзі». За власними словами, прийшов у військову журналістику, взявши приклад зі своїх колег, які висвітлювали першу та другу чеченські війни. З 2004 перейшов на роботу в центральну редакцію «Комсомольської правди» в Москві, де потоваришував з журналістом Олександром Коцем, з яким став працювати в парі. За завданням редакції об'їжджали гірські села Веденського та Шатойського районів у пошуках родичів ваххабітів, які підірвали два літаки у серпні 2004 року.
3 вересня 2004 року під час відрядження до Беслана брав участь разом із співробітниками російських спецслужб в евакуації дітей-заручників із захопленої терористами школи. Дмитро Стешин та Олександр Коц були представлені до російських державних нагород «за участь у порятунку дітей із бесланської школи, за допомогу у розслідуванні трагедії», але відмовилися від них.
Крім «гарячих точок», Дмитро Стешин висвітлював події «кольорових революцій» у Киргизстані, Монголії та Молдові.
Працював в експедиціях на Крайній Півночі — Земля Франца-Йосифа, Північна Земля, Земля Міддендорфа та Північний полюс. Разом з Олександром Коцем готував матеріал до 20-річчя аварії на Чорнобильській АЕС, проживши кілька днів у покинутому місті Прип'ять. Організував та провів експедицію «Комсомольської правди» до пермської тайги до озера «Ядерне». На місці, де так і не відбувся поворот північних рік, провів журналістське розслідування про забуті в шахтах ядерні заряди.
У травні 2008 року працював у Косові, перевіряв відомості за заявою прокурора Карла дель Понте про «чорних трансплантологів». Після публікації його матеріалів Генеральна прокуратура Сербії порушила кримінальну справу, яку було передано згодом до Гаазького суду. А після одного з журналістських розслідувань Дмитра Стешина ФМС Росії повернула незаконно вилучені паспорти 323 мешканцям Сергацького району Нижегородської області.

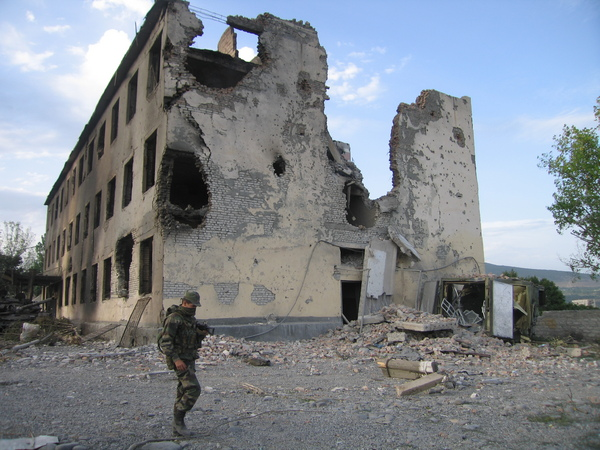
Казарма миротворців у Цхінвалі. Зйомка Д. А. Стешина

З весни 2011 року Дмитро Стешин працював у Єгипті, в Тунісі, потім у Лівії. У ході «арабської весни», у квітні 2011 року, висвітлюючи громадянську війну в Лівії, разом зі своїм колегою Олександром Коцем та трьома журналістами російського телеканалу НТВ було взято в полон повстанцями. Репортери були звинувачені в тому, що вони як розвідники працюють на режим Муаммара Каддафі. Завдяки втручанню глави МЗС Росії Сергія Лаврова та спецпредставника РФ при НАТО Дмитра Рогозіна, всіх репортерів було звільнено за допомогою італійських військових, які дислокувалися на аеродромі Бенгазі.
У вересні 2012 року брав участь у пошуку громадян Сербії, які були затримані повстанцями в аеропорту Триполі. У 2012 році протягом місяця працював у Сирії, передавав новинні репортажі в газету та на телеканал «Комсомольська правда», готував матеріали про гоніння на християн у місцях бойових дій. У жовтні 2012 року у співавторстві з Олександром Коцем опублікував розслідування у трьох частинах про релігійну війну на Північному Кавказі. Влітку 2013 виступав на молодіжному форумі «Селігер» перед молодими журналістами, і за результатами підсумкового опитування учасників був визнаний кращим спікером зміни «Інфопотік» ділового форуму.
У серпні 2017 року виступив одним із 20 підписантів листа президенту Франції Емманюелю Макрону з проханням помилувати терориста Ілліча Раміреса Санчеса, який відбуває тюремне ув'язнення.

## Російський пропагандист в Україні
Стешин спочатку висловив захоплення Майданом. За його словами, тоді він дивом уникнув смерті від кулі снайпера, який стріляв із готелю «Україна». З грудня 2013 по травень 2014 року Дмитро Стешин разом із Олександром Коцем працював на території Слов'янська. СБУ закрила для Стешина в'їзд на територію України «через порушення закону про статус іноземців та осіб без громадянства».
У квітні 2014 року написав на своїй сторінці у Facebook замітку про життя в Києві, закінчивши її фразою «…з нинішніми українцями говорити нема про що. Відповіддю на їхню звичну невмотивовану агресію до „москалів“ може бути лише удар в обличчя».
16 травня 2014 року журналіст «Нової газети» Павло Канигін написав на своїй сторінці у Facebook про те, що Дмитро Стешин попросив владу невизнаної Донецької Народної Республіки затримати німецького журналіста Пола Ронзхаймера, оскільки останній публікував повідомлення про порушення на «референдумі» 11 травня[неавторитетне джерело]. 3 червня 2014 року, відповідаючи на запитання сайту Colta.ru, Стешин підтвердив цю інформацію.
Разом з Олександром Коцем Дмитро провів півтора місяці в окупованому Слов'янську в 2014 і уникнув полону, втекши на територію «ДНР».
У 2016 році вкрав з підвалів Луганського національного університету імені Тараса Шевченка кілька раритетних накладів української літератури, які друкувалися з кінця 1940-х років по кінець 1980-х років.
Дії Дмитра Стешина зустрічали неоднозначну реакцію в Рунеті та Уанеті, у тому числі і негативну.
4 травня 2022 року Дмитро Стешин разом з Олександром Коцем, Євгеном Піддубним, головою англійської редакції RT Брайаном Макдоналдом, журналістом та провідною ВДТРК Наілею Аскер-Заде був включений до списку санкційних персон Великобританії.

## Сім'я
Одружений, має трьох дітей.
Батько Дмитра Анатолій Йосипович Стешин (нар. 3 травня 1944 року) — професор, доктор економічних наук, завідувач кафедри (до 1991 р. політичної економії, нині — менеджменту організації) БДТУ «Воєнмех» імені Д. В. Ф. Устинова.
Одружений. Дружину звуть Юлія. Має трьох дітей.

## Нагороди і премії

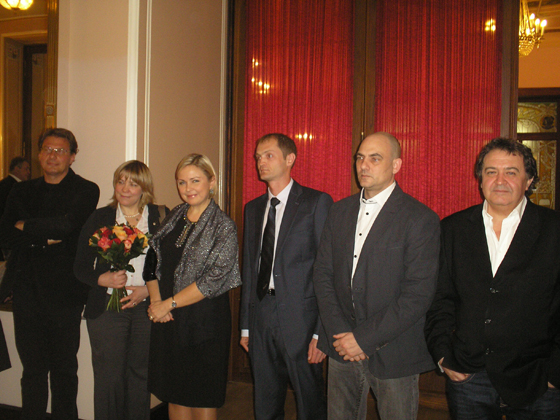
Лауреати Міжнародної премії імені Юліана Семенова 2012 року. Дмитро Стешин — другий праворуч.

Лауреат низки премій у сфері журналістики, зокрема:
- Премія Уряду Російської Федерації в галузі засобів масової інформації (23 грудня 2020 року) — за репортажі з «гарячих точок» (Сирія, Лівія, Донбас) та висвітлення подій у Білорусії[19] ;
- премія імені Юліана Семенова в галузі екстремальної геополітичної журналістики (2012);
- національна премія друкованої преси «Іскра» у номінації «Розслідування» (2010)[20] ;
- премія Артема Боровика у номінації «Репортаж» (2009);
- лауреат премії Спілки письменників Росії «Російська тема» (друге місце).

Російські державні та відомчі нагороди:
- медаль «На згадку про 300-річчя Санкт-Петербурга» — за висвітлення білих плям в історії Блокади Ленінграда[3];
- медаль «Учаснику військової операції в Сирії» (вручена 17 квітня 2016 року) — за високий професіоналізм та об'єктивність у висвітленні військової операції у Сирійській Арабській Республіці[21].

## Санкції
18.05.2022 Стешин Дмитро був доданий до санкційних списків Австралії.
19 жовтня 2022 року був доданий до санкційних списків України.

## Відносини з націоналістами
Вів радіопрограму «Національне питання».
У 2011 році проходив свідком у справі про вбивство Станіслава Маркелова та Анастасії Бабурової, оскільки один час працював в одній газеті і тісно спілкувався з убивцею — Микитою Тихоновим, ультраправим російським націоналістом зі злочинного угрупування БОРН. Тихонов залучав Стешина до роботи у журналі «Російський образ». У 2006 році Тихонов переховувався на квартирі Дмитра Стешина, після того, як був оголошений у розшук, у зв'язку із вбивством антифашиста Олександра Рюхіна. Під час дозвілля Стешин і Тихонов ходили в походи і жили тижнями в одному наметі. З Євгенією Хасис Стешин познайомився під час останнього походу на природу, після якого Тихонов залишив Стешина деякі свої похідні речі, книги. Свій паспорт Тихонов зберігав у квартирі у Стешина. На суді Тихонов дав свідчення, що саме Стешин звів його з продавцями зброї, з якої було здійснено напад угруповання «БОРН».
Також мав близькі стосунки з Іллею Горячовим, націоналістом, лідером угрупування «БОРН» " Російський образ ". Горячев став хрещеним батьком сина Стешина. Згодом Стешин також виступав свідком у суді на процесі щодо Горячова.
Журналіст газети «Сьогодні» Серкер Якубханов зазначав, що в його матеріалах про Кавказ були націоналістичні та ксенофобські мотиви. В інтерв'ю Стешин пропонував вписати в паспорт кожного громадянина національність.